# Благодатне (Старобільський район)
Благода́тне — село в Україні, у Міловській селищній громаді Старобільського району Луганської області. Населення становить 58 осіб.
Відстань села від центру селищної громади становить 36 км; від районного центру - 121 км; від обласного центру - 185 км. 
Біля села проходить покинута російська залізниця. 
У 2020 році село було приєднане до Старобільського району.  
У 2022 році село тимчасово окуповане росією.  

## Населення
За даними перепису 2001 року населення села становило 58 осіб, з них 96,55% зазначили рідною мову українську, а 3,45% — російську.